# Pomiechówek (Nowy Dwór Mazowiecki)
Pour les articles homonymes, voir Pomiechówek.
Pomiechówek (prononciation : [pɔmjɛˈxuvɛk]) est un village polonais de la commune de Pomiechówek dans le powiat de Nowy Dwór Mazowiecki de la voïvodie de Mazovie dans le centre-est de la Pologne.
Le village est le siège administratif (chef-lieu) de la commune qui porte son nom.
Il se situe à environ 6 kilomètres au nord-est de Nowy Dwór Mazowiecki (siège du district) et à 34 kilomètres au nord-ouest de Varsovie (capitale de la Pologne).
Le village compte approximativement une population de 909 habitants en 2008.
Il est traversé par la rivière Wkra.

## Histoire
De 1975 à 1998, le village appartenait administrativement à la voïvodie de Varsovie.